# Calcinate
Calcinate – miejscowość i gmina we Włoszech, w regionie Lombardia, w prowincji Bergamo.
Według danych na styczeń 2009 gminę zamieszkiwało 5791 osób przy gęstości zaludnienia 393,4 os./1 km².